# Le Mérévillois
Le Mérévillois – gmina we Francji, w regionie Île-de-France, w departamencie Essonne. W 2016 roku liczba ludności wynosiła 3425 mieszkańców. 
Gmina została utworzona 1 stycznia 2019 roku z połączenia dwóch ówczesnych gmin: Estouches oraz Méréville. Siedzibą gminy została miejscowość Méréville. 